# 花椰菜病毒屬
花椰菜病毒屬（學名：Caulimovirus）是花椰菜病毒科的一個屬，為DNA逆轉錄病毒。本屬病毒不具包膜，呈正二十面體，直徑約為50奈米，基因組為不分段的環狀雙股DNA，轉譯時會發生核糖體分流。

## 分類
花椰菜病毒屬共包含以下12種植物病毒：
- 當歸叢矮病毒（Angelica bushy stunt virus）
- 蒼朮微斑病毒（Atractylodes mild mottle virus）
- 康乃馨蝕環病毒（Carnation etched ring virus）
- 花椰菜嵌紋病毒（Cauliflower mosaic virus）
- 大麗花嵌紋病毒（Dahlia mosaic virus）
- 玄參嵌紋病毒（Figwort mosaic virus）
- 辣根潛伏病毒（Horseradish latent virus）
- 野芝麻捲葉病毒（Lamium leaf distortion virus）
- 紫茉莉嵌紋病毒（Mirabilis mosaic virus）
- 大豆普特南病毒（Soybean Putnam virus）
- 草莓鑲帶病毒（Strawberry vein banding virus）
- 薊斑駁病毒（Thistle mottle virus）